# Tachina morosa
Tachina morosa là một loài ruồi trong họ Tachinidae.